# Abborrtjärnarna, Norrbotten
Abborrtjärnarna är en sjö i Bodens kommun i Norrbotten och ingår i Luleälvens huvudavrinningsområde. Sjön har en area på 0,0753 kvadratkilometer och ligger 272,2 meter över havet.

## Delavrinningsområde
Abborrtjärnarna ingår i det delavrinningsområde (733707-171622) som SMHI kallar för Mynnar i Kvarnån. Medelhöjden är 297 meter över havet och ytan är 35,55 kvadratkilometer. Det finns inga avrinningsområden uppströms utan avrinningsområdet är högsta punkten. Skravelbäcken som avvattnar avrinningsområdet har biflödesordning 4, vilket innebär att vattnet flödar genom totalt 4 vattendrag innan det når havet efter 112 kilometer. Avrinningsområdet består mestadels av skog (76 procent) och sankmarker (15 procent). Avrinningsområdet har 0,46 kvadratkilometer vattenytor vilket ger det en sjöprocent på 1,3 procent.